# Prix Ansel-Adams
Le prix Ansel-Adams est un prix photographique créé en 1971 en l'honneur du photographe Ansel Adams par le Sierra Club.
Il honore des personnes qui ont utilisé avec brio la photographie dans le but de développer une cause pour la conservation de l'environnement.

## Lauréats
- 1971 — Donald M. Bradburn
- 1972 — Beverly Steveson
- 1973 — Leonard Berkowitz
- 1974 — Bruce Barnbaum
- 1975 — non attribué
- 1976 — C. Scott Heppel
- 1977 — non attribué
- 1978 — C. C. Lockwood
- 1979 — non attribué
- 1980 — non attribué
- 1981 — Ernie Day
- 1982 — non attribué
- 1983 — Dewitt Jones
- 1984 — Galen Rowell
- 1985 — Tupper Ansel Blake
- 1986 — Robert M. Lindholm
- 1987 — non attribué
- 1988 — Tom Algire
- 1989 — Robert Glenn Ketchum
- 1990 — Edward Schell
- 1991 — Stephen Trimble
- 1992 — J. D. Marston
- 1993 — John Fielder
- 1994 — non attribué
- 1995 — William Neill
- 1996 — non attribué
- 1997 — Frans Lanting
- 1998 — Jim Stimson
- 1999 —  non attribué
- 2000 — Clyde Butcher
- 2001 — Robin Way
- 2002 — Jack Jeffrey
- 2003 — Douglas Steakley
- 2004 — Ken et Gabrielle Adelman
- 2005 — Larry Allen
- 2006 — Gary Braasch
- 2007 — Wilbur Mills
- 2008 — Steven Kazlowski
- 2009 —  Joshua Wolfe
- 2010 —  Chris Jordan
- 2011 —  Ian Shive
- 2012 —  Florian Schulz
- 2013 —  James Balog
- 2014 —  Krista Schlyer
- 2015 —  Boyd Norton
- 2016 —  Nick Brandt
- 2017 —  Michael Forsberg
- 2018 —  Thomas D. Mangelsen
- 2019 —  Tim Palmer[1]
- 2020 - Rob Badger et Nita Winter